# Nostera nadgee
Nostera nadgee är en spindelart som beskrevs av Rudy Jocqué 1995. Nostera nadgee ingår i släktet Nostera och familjen Zodariidae. Inga underarter finns listade i Catalogue of Life.